# Adolphe d'Avril
Louis Marie Adolphe d'Avril, född den 17 augusti 1822 i Paris, död den 27 oktober 1904 på Coppières i Montreuil-sur-Epte (departementet Seine-et-Oise), var en fransk baron, diplomat och författare.
d'Avril blev 1866 generalkonsul i Bukarest, 1868 ledamot av Europeiska Donaukommissionen och var 1876–1882 envoyé i Chile. Utöver Documents relatifs aux églises de l'Orient (1862; 3:e upplagan 1885) utgav han flera arbeten om Orienten.